# Justin Johnson
Justin A. Johnson, född 5 maj 1981, är en amerikansk professionell ishockeyspelare som spelar för Toronto Marlies i American Hockey League (AHL). Han har tidigare spelat på NHL-nivå för New York Islanders och på lägre nivåer för Manchester Monarchs och Bridgeport Sound Tigers i AHL, Alaska Aces, Idaho Steelheads, Utah Grizzlies, Cincinnati Cyclones i ECHL, Alaska Anchorage Seawolves (University of Alaska Anchorage) i National Collegiate Athletic Association (NCAA) och Omaha Lancers i United States Hockey League (USHL).
Johnson blev aldrig draftad av någon NHL-organisation.

## Statistik
| 2001–2002   | Omaha Lancers              | USHL        | 46  | 7  | 8  | 15 | 36  | 10 | 2 | 1 | 3 | 11 |
| 2002–2003   | Alaska Anchorage Seawolves | NCAA        | 33  | 3  | 5  | 8  | 12  | —  | — | — | — | —  |
| 2003–2004   | Alaska Anchorage Seawolves | NCAA        | 38  | 2  | 10 | 12 | 31  | —  | — | — | — | —  |
| 2004–2005   | Alaska Anchorage Seawolves | NCAA        | 36  | 4  | 4  | 8  | 55  | —  | — | — | — | —  |
| 2005–2006   | Alaska Anchorage Seawolves | NCAA        | 36  | 4  | 3  | 7  | 49  | —  | — | — | — | —  |
|             | Alaska Aces                | ECHL        | 4   | 0  | 1  | 1  | 9   | —  | — | — | — | —  |
| 2006–2007   | Alaska Aces                | ECHL        | 4   | 0  | 0  | 0  | 7   | —  | — | — | — | —  |
|             | Idaho Steelheads           | ECHL        | 12  | 0  | 1  | 1  | 27  | —  | — | — | — | —  |
| 2007–2008   | Utah Grizzlies             | ECHL        | 57  | 8  | 3  | 11 | 118 | 6  | 0 | 0 | 0 | 12 |
| 2008–2009   | Utah Grizzlies             | ECHL        | 16  | 1  | 0  | 1  | 51  | —  | — | — | — | —  |
|             | Cincinnati Cyclones        | ECHL        | 43  | 12 | 10 | 22 | 208 | 13 | 2 | 4 | 6 | 26 |
| 2009–2010   | Alaska Aces                | ECHL        | 54  | 3  | 4  | 7  | 249 | —  | — | — | — | —  |
| 2010–2011   | Manchester Monarchs        | AHL         | 47  | 3  | 5  | 8  | 186 | 4  | 0 | 0 | 0 | 4  |
| 2011–2012   | Manchester Monarchs        | AHL         | 44  | 1  | 2  | 3  | 187 | 1  | 0 | 0 | 0 | 2  |
| 2012–2013   | Manchester Monarchs        | AHL         | 12  | 0  | 0  | 0  | 19  | —  | — | — | — | —  |
| 2013–2014   | New York Islanders         | NHL         | 2   | 0  | 0  | 0  | 19  | —  | — | — | — | —  |
|             | Bridgeport Sound Tigers    | AHL         | 50  | 1  | 4  | 5  | 195 | —  | — | — | — | —  |
| 2014–2015   | Alaska Aces                | ECHL        | 45  | 3  | 2  | 5  | 147 | —  | — | — | — | —  |
| 2015–2016   | Toronto Marlies            | AHL         | 6   | 0  | 1  | 1  | 29  | —  | — | — | — | —  |
| NHL totalt  | NHL totalt                 | NHL totalt  | 2   | 0  | 0  | 0  | 19  | —  | — | — | — | —  |
| AHL totalt  | AHL totalt                 | AHL totalt  | 159 | 5  | 12 | 17 | 616 | 5  | 0 | 0 | 0 | 6  |
| ECHL totalt | ECHL totalt                | ECHL totalt | 235 | 27 | 21 | 48 | 816 | 19 | 2 | 4 | 6 | 38 |
| NCAA totalt | NCAA totalt                | NCAA totalt | 143 | 13 | 22 | 35 | 147 | —  | — | — | — | —  |
| USHL totalt | USHL totalt                | USHL totalt | 46  | 7  | 8  | 15 | 36  | 10 | 2 | 1 | 3 | 11 |